# Negozio

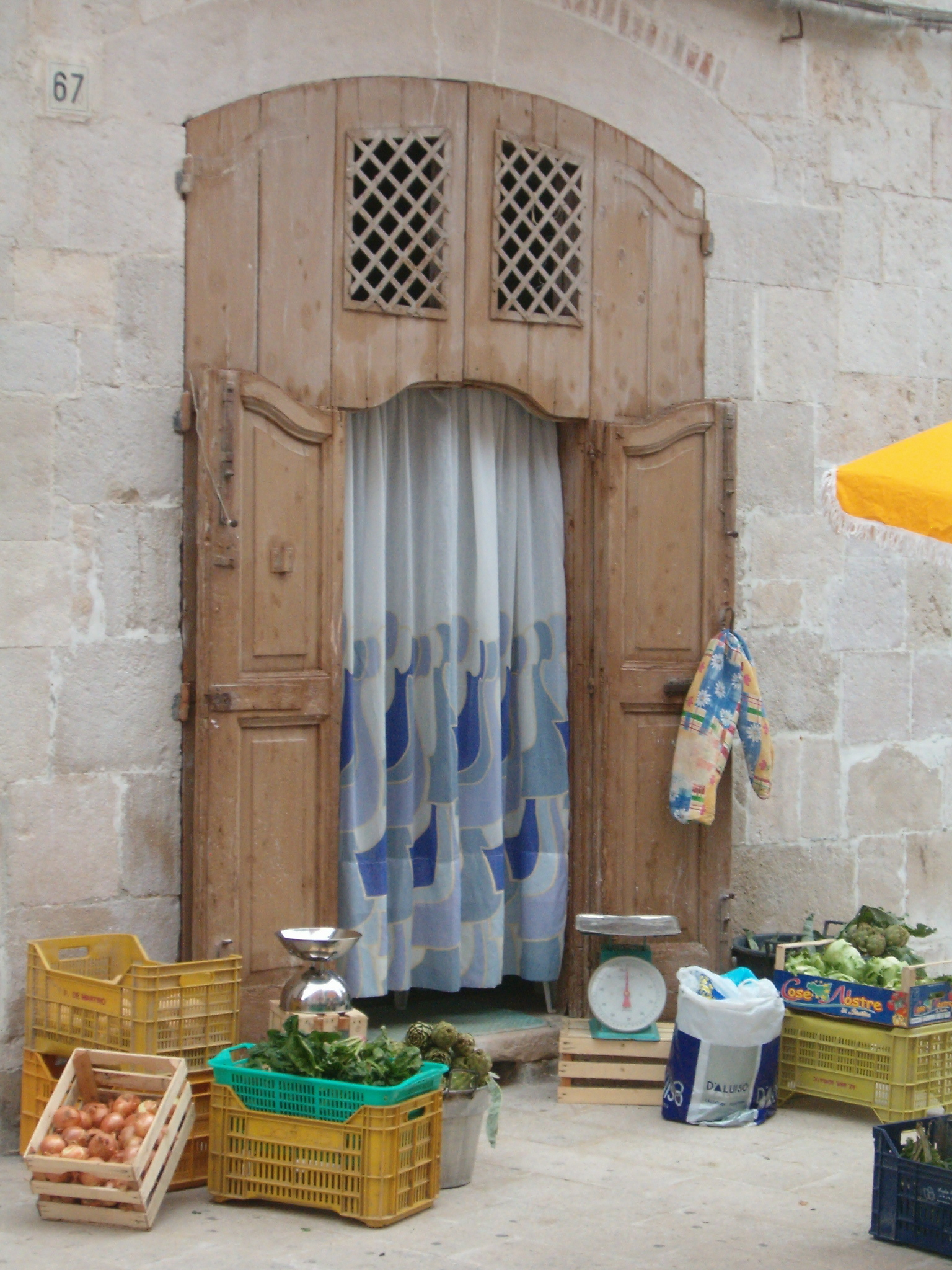
Antica bottega a Barletta.

Un negozio (o esercizio commerciale) è una struttura, costituita da una o più stanze, in cui si vende della merce di varia natura. Per il suo esercizio, necessita di una autorizzazione rilasciata dall'autorità competente.
Colui che dirige l'esercizio commerciale in virtù del suo possesso è detto proprietario o anche "esercente" o "negoziante".

## Descrizione
Alcuni negozi vendono beni di seconda mano, per la maggior parte oggetti di arredamento, e in questo caso il prezzo è determinato più dal valore attribuito dal compratore che da quello reale dell'oggetto. Esistono poi i supermercati e gli ipermercati che vendono generi alimentari e prodotti per la casa. Il tipo di negozio può essere caratterizzato anche dalla sua durata temporale: ai tradizionali negozi "a tempo indeterminato", si affiancano quelli a tempo determinato, detti anche “temporary shop”, tesi soprattutto alla creazione di un evento in grado di pubblicizzare tanto una marca quanto uno specifico prodotto.
I negozi che offrono merce di un solo marchio si dicono monomarca, mentre quelli che vendono più marchi sono detti multimarca. Nel settore della moda e dell’abbigliamento, i negozi storici o le sedi originarie dei marchi più celebri, appartengono normalmente alla categoria degli atelier; in alcuni casi queste boutique possono rappresentare luoghi di pellegrinaggio per gli appassionati. Le catene di negozi dispongono solitamente di un punto vendita principale, detto anche “Flagship Store” che funge da punto di riferimento per quanto riguarda l’allestimento, l’arredamento e la comunicazione dei valori del marchio.
Prezzi di fabbrica si possono trovare anche negli spacci aziendali, piccoli o grandi punti vendita adiacenti ai luoghi fisici di produzione, oppure nelle stock house, in cui i prezzi bassi sono legati all’acquisto di grandi quantità di merce. Un tipo a parte è quello dei duty free, negozi che godono di un regime fiscale speciale che gli permette di non applicare le imposte locali ai prodotti venduti. 
A partire dagli anni 2000 si sono diffusi negozi “ibridi”, cioè negozi fisici che hanno a disposizione al loro interno touch screen o altre interfacce tecnologiche che permettono al cliente la consultazione dei cataloghi, l’acquisto sullo store online o la richiesta di assistenza e cambio merce. Più negozi all'interno della stessa struttura edilizia costituiscono quello che è definito centro commerciale, o grandi magazzini. Molti negozi appartengono a un singolo venditore mentre altri fanno parte di una catena di negozi. Questi ultimi possono essere gestiti direttamente dal proprietario del marchio o far parte di una catena in franchising; in quest'ultimo caso si tratta di negozi che acquisiscono il marchio di un genere di prodotto, pagando una determinata somma di danaro, e godono della pubblicità a livello nazionale che viene fatta dal proprietario del marchio; in questo caso il proprietario del negozio avrà un guadagno dato fra il prezzo di vendita imposto e il prezzo di acquisto che solitamente comprende tutte le spese di immagine del prodotto commercializzato.
Il negozio che appartiene a un piccolo imprenditore, invece, non è collegato all’azienda di cui vende gli articoli, ma acquista da questa per poi rivendere al dettaglio. Comunicazione, pubblicità, rimanenze di magazzino, ma anche politiche di prezzo e ogni altro dettaglio sono quindi totalmente gestiti dal proprietario dell’esercizio commerciale, in piena autonomia. I negozi di molti settori merceologici rispettano i periodi dei saldi, le cui date sono stabilite di anno in anno dalle regioni di appartenenza. Negli ultimi anni si stanno affermando anche altre giornate di sconti, importate dalla tradizione statunitense, come il Black Friday, che inaugura il periodo delle compere natalizie, oppure il Cyber Monday, dedicato quasi esclusivamente al settore della tecnologia: telefonia, informatica, elettronica e prodotti digitali.

## Ilconcept store
Diverso è il caso del "concept store", che può esporre oggetti anche non appartenenti a quelli venduti dal marchio proprietario, ma che ne comunicano efficacemente i valori e la filosofia; sono luoghi più simili a musei, in cui si offre un’esperienza di immersione nel mondo del marchio piuttosto che un’esperienza di shopping fine a sé stessa. Oggi, infatti, nel caso di marchi globali, il negozio non rappresenta più solo un luogo in cui vendere merci, ma un luogo in cui il suddetto può dialogare con il suo pubblico di riferimento, nutrire il rapporto in essere e fidelizzare il compratore. Un altro tipo di negozio è l’outlet, in cui si vendono articoli con piccoli difetti oppure appartenenti a collezioni precedenti, a prezzi molto inferiori rispetto a quelli dei negozi ordinari.

## Nel mondo

### Italia
In Italia si possono riconoscere sedici tipi diversi di esercizio commerciale, che si distinguono a seconda della disponibilità della merce in negozio, delle modalità di approvvigionamento e della gestione da parte della proprietà.
In diverse città italiane sono state istituite associazioni per promuovere e salvaguardare i negozi storici. Per poter essere considerati tali, i negozi devono essere in attività da almeno 50 anni (70 anni nel caso di Genova). Tra alcuni esempi di negozi storici possiamo ricordare Nano Bleu di Milano, Stilo Fetti di Roma, Vivoli Gelato di Firenze e l'Antica Barberia Giacalone di Genova. In alcuni casi i negozi che fanno parte di una catena sono tutti di proprietà del marchio, che li gestisce direttamente; in altri casi il marchio preferisce utilizzare la formula del franchising; l’azienda madre può anche adottare entrambe le soluzioni, gestendo parte della catena di distribuzione tramite la proprietà diretta e parte attraverso il franchising, a patto che garantisca l’esclusiva territoriale a ogni affiliato, che viene così tutelato da un’eventuale concorrenza da parte dello stesso grande marchio che distribuisce.
I negozi duty free sono presenti in Italia nelle “zone franche”, per lo più aeroporti, navi da crociera e caserme, oltre alle aree geografiche di Livigno e L’Aquila; quest’ultima ha ricevuto lo status di zona franca dopo il terremoto del 2009, come misura di supporto all’economia locale.